# Бумажная луна
«Бума́жная луна́» (англ. Paper Moon) — американский комедийно-драматический фильм 1973 года в жанре роуд-муви, снятый режиссёром Питером Богдановичом и выпущенный в прокат компанией Paramount Pictures. Экранизация романа Джо Дэвида Брауна «Эдди Прэй» 1971 года. Действие фильма, снятого на чёрно-белую плёнку, разворачивается в штатах Канзас и Миссури во времена Великой депрессии. Главных героев, Моуза и Эдди, сыграли Райан и Татум О’Нил, в реальной жизни являющиеся отцом и дочерью. 
За исполнение роли Эдди Татум О’Нил получила высокие оценки критиков и была удостоена премии «Оскар» за лучшую женскую роль второго плана, став самой молодой победительницей в истории «Оскара».

## Сюжет
В 1936 году в городке Горэм, штат Канзас, странствующий мошенник Мозес Прэй знакомится с девятилетней Эдди Логгинс на похоронах её матери; соседи подозревают, что он является отцом Эдди. Он отрицает предположения в отцовстве, но соглашается доставить осиротевшую Эдди в дом её тети в Сент-Джозефе, штат Миссури.
На местной зерновой мельнице Мозес убеждает брата человека, из-за которого в автоаварии погибла мать Эдди, дать ему 200 долларов для Эдди. Эдди подслушивает этот разговор, и после того, как Мозес тратит почти половину денег на ремонт своего старого кабриолета Ford модели А и покупку билета на поезд, она требует эту сумму как принадлежащую ей по праву, после чего Мозес соглашается позволить Эдди путешествовать с ним, пока он не отдаст все 200 долларов. После этого Мозес посещает недавно овдовевших женщин, притворяясь, что их покойные мужья ранее заказали у него дорогие именные библии, и вдовы платят ему за библии со своими именами на титульном листе. Эдди присоединяется к афере, притворяясь дочерью Мозеса, и проявляет талант к мошенничеству на доверии, таким, как продажа библий и афера с разменом денег в магазинах. Со временем Мозес и Эдди становятся сплочённой командой.
Однажды вечером Эдди и «Моуз» (так Эдди обращается к нему) посещают местную ярмарку, где Моуз увлекается «экзотической танцовщицей» по имени мисс Трикси Делайт и оставляет Эдди рядом с фотобудкой, где она фотографируется в одиночестве, сидя на бумажном полумесяце. К огорчению Эдди Моуз приглашает мисс Трикси и её афроамериканскую служанку-подростка Имоджин присоединиться к ним в путешествии по стране. Эдди заводит дружбу с Имоджин и ревнует к Трикси. Имоджин узнаёт, что Трикси занимается проституцией и предполагает, что у неё венерическое заболевание, вызывающее частые позывы к мочеиспусканию. Когда Эдди узнает, что Моуз потратил их деньги на новый Ford 48-й модели, чтобы произвести впечатление на мисс Трикси, они с Имоджин придумывают план. Они обманом заставляют портье отеля, в котором остановилась группа, навестить Трикси. Эдди отправляет Моуза в номер Трикси, где тот застает портье и Трикси за занятием сексом. Моуз бросает мисс Трикси и Имоджин, а Эдди даёт Имоджин достаточно денег, чтобы та могла вернутся домой.
Остановившись в отеле в сельской местности, Моуз по наводке Эдди обнаруживает склад бутлегера, крадёт несколько ящиков виски и продаёт его обратно бутлегеру. К несчастью, брат-близнец бутлегера — местный шериф, и он арестовывает Эдди и Моуза. В участке Эдди прячет деньги в шапочке, крадёт ключ от машины, и парочка сбегает. Чтобы скрыться от преследования, они меняют свою новую машину на дрялый фермерский грузовик Ford модели Т, после того как Моуз побеждает деревенщину Лероя в кэтче. Моуз и Эдди перебираются через границу штата Канзас в Миссури, где Моуз затевает очередную аферу, но снова попадается шерифу и его помощникам; не имея законных оснований арестовать его, они избивают Моуза и отбирают все сбережения. Униженный и потерпевший неудачу Моуз высаживает Эдди у дома её тети в Сент-Джозефе, но Эдди сбегает и догоняет его по дороге. Когда он отказывается от её компании, она напоминает ему, что он всё ещё должен ей 200 долларов, и показывает, что его грузовик только что укатил без него. Они догоняют грузовик и уезжают вместе.

## В ролях
- Райан О’Нил — Мозес Прэй;
- Татум О’Нил — Эдди Логгинс;
- Мэдлин Кан — Трикси Делайт;
- Джон Хиллерман — помощник шерифа Хардин / Джесс Хардин;
- Пи Джей Джонсон — Аймоджин;
- Джесси Ли Фултон — мисс Олли;
- Рэнди Куэйд — Лерой;
- Роуз-Мэри Рамбли — тетя Билли.

## Награды и номинации

### Награды
- 1973 — два приза кинофестиваля в Сан-Себастьяне: «Серебряная раковина» и Специальный приз жюри (оба — Питер Богданович);
- 1974 — премия «Оскар» за лучшую женскую роль второго плана (Татум О’Нил);
- 1974 — премия «Давид ди Донателло» лучшей зарубежной актрисе (Татум О’Нил, поделила с Барброй Стрейзанд);
- 1974 — премия «Золотой глобус» лучшей новой актрисе (Татум О’Нил);
- 1974 — премия Гильдии сценаристов США за лучшую адаптированную комедию (Элвин Сарджент).

### Номинации
- 1974 — три номинации на премию «Оскар»: лучший адаптированный сценарий (Элвин Сарджент), лучшая женская роль второго плана (Мэдлин Кан), лучший звук (Ричард Портман, Лес Фрешольц);
- 1974 — пять номинаций на премию «Золотой глобус»: лучший фильм — мюзикл / комедия, лучший режиссёр (Питер Богданович), лучший актёр — мюзикл / комедия (Райан О’Нил), лучшая актриса — мюзикл / комедия (Татум О’Нил), лучшая актриса второго плана (Мэдлин Кан).

## Факты
- Другое русское название — «Гениальные аферисты»[2];
- В главных ролях снялись отец и дочь;
- Татум О’Нил стала самой юной в истории обладательницей премии «Оскар».